# 地舌菌屬
地舌菌屬（學名：Geoglossum）是子囊菌門地舌菌綱的一個屬，為地舌菌科的模式屬。本屬物種的子實體多呈棒狀、深色，且生長於地上，產孢的子實層從子實體尖端往下端的柄狀構造延伸，子囊孢子可能為透明或深褐色，呈紡錘狀，並可能具有多個隔膜。與親緣關係接近的毛舌菌屬相比，本屬物種子實層體的表面沒有剛毛，後者的物種則有。本屬物種間的鑒別依據包括子實體的形態、顏色、子囊孢子的隔膜數、子實層中側絲的形狀與表面飾物等。

## 分類
地舌菌屬最早於1794年由真菌分類學家克里斯蒂安·亨德里克·珀森描述，當時本屬之下包含平滑地舌菌（Geoglossum glabrum，原名Clavaria ophioglossoides）、毛舌菌（當時名為Geoglossum hirsutum，現已改歸入毛舌菌屬）、紫黑地舌菌（當時名為Geoglossum lilacinum，現已歸入Thuemenidium屬）與綠小舌菌（當時名為Geoglossum viride，現已歸入小舌菌屬）。之後珀森陸續將更多物種加入本屬中，1821年，伊利阿斯·马格努斯·弗里斯在其著作《真菌分類系統》中亦沿用此名，使其成為分類學上的認可名稱。
喬治·艾華·馬西、埃利亞斯·茱達·杜蘭、柯提斯·蓋茨·洛依德、佛瑞德·傑·希弗與愛德溫·巴特沃思·梅斯等多位真菌學家都曾對本屬物種的分類做出改動。1908年，埃利亞斯·茱達·杜蘭將G. affine、G. difforme與粘地舌菌（G. glutinosum，現已歸入新屬Glutinoglossum）等側絲由子實層生長範圍延伸至子實體的柄上，且子實體表面有黏膠的物種歸入新屬Gloeoglossum，其他側絲只存在於子實層中，且子實體表面無黏膠的物種則留在本屬，但此分類單元之後未獲承認。
現代分子系統發生學的研究顯示本屬是一個單系群。

## 外形
地舌菌屬物種的子實體多為棒狀，表面可能乾燥或有黏液（特別是天氣潮濕時），顏色為黑色至棕色。子實層位於子實體上方，下方的柄狀構造呈細長圓柱狀，表面可能平滑或有小鱗，有時還可能長有細毛。子囊亦為棒狀，不具有囊蓋（operculate），其內多含有八枚子囊孢子，子囊孢子形狀為圓柱狀或紡錘狀，顏色可為透明至棕色，可能具有多個隔膜，亦可能不具隔膜（某些種類同時具有無隔膜與有隔膜的子囊孢子）。子實層中也有側絲，某些種類的側絲生長範圍還會延伸至下方的柄上，在其表面形成一凝膠層，並可能集中生長，在柄上形成簇狀構造。

## 分布
地舌菌屬的物種廣泛分佈於世界各地，在亞洲、大洋洲、歐洲、北美洲與南美洲等地均有詳細的研究紀錄。

## 保育
地舌菌屬的許多物種被認為具有保育價值，名列歐洲許多國家的區域紅皮書中。G. arenarium在愛沙尼亞被歸為易危物種，紫黑地舌菌在英國的生物多樣性行動計畫中被列為受到優先保護的物種
，且在丹麥與愛沙尼亞均屬極危物種。G. atrovirens在愛沙尼亞也被列為極危物種。庫克地舌菌在瑞士被列為瀕危物種，G. difforme在丹麥被列為極危物種，在瑞典則為瀕危物種。G. hakelieri在瑞典為易危物種、G. littorale在丹麥為極危物種，在瑞典則為瀕危物種，G. sphagnophilum在丹麥為瀕危物種、G. starbaeckii在丹麥為易危物種、G. uliginosum在瑞典為極危物種、荫蔽地舌菌在保加利亞為極危物種。

## 物種
截至2008年，地舌菌屬共包含22種物種，不過之後陸續有本屬的新種發表，也有物種被歸入新的屬中而移出本屬。以下列出本屬的部分物種。
- 紫黑地舌菌 Geoglossum atropurpureum
- G. atrovirens Kunze & J.C.Schmidt
- G. barlae（瑞典语：Geoglossum barlae） Boud. 1889
- G. berteroi（英语：Geoglossum berteroi） (Mont.) Colenso 1887
- G. brunneipes S. Arauzo, A. Lebre & M. Becerra 2014
- G. chamaecyparinum S. Arauzo 2014
- 库克地舌菌 Geoglossum cookeanum Nannf. ex Minter & P.F. Cannon 2015
- G. difforme（瑞典语：Geoglossum difforme） Fr. 1815
- G. dunense Loizides, M. Carbone & P. Alvarado 2015
- G. geesterani S. Arauzo & A. Lebre 2014
- 假地舌菌 Geoglossum fallax E.J.Durand 1908
- 平滑地舌菌 Geoglossum glabrum Pers. 1794
- 粘地舌菌 Geoglossum glutinosum
- G. hakelieri Nitare 1983
- G. heuflerianum Bail ex Saccardo 1889
- G. inflatum (Mains) S. Arauzo 2014
- 亮丝地舌菌 Geoglossum laccatum Zhuang 1997
- 黑地舌菌 Geoglossum nigritum (Fr.) Cooke 1878
- 湿地地舌菌 Geoglossum paludosum (Pers.) E.J. Durand 1908
- G. peckianum（瑞典语：Geoglossum peckianum） Cooke 1875
- 矮地舌菌 Geoglossum pumilum G. Winter
- 细小地舌菌 Geoglossum pusillum F.L. Tai 1944
- G. scabripes P. Iglesias & S. Arauzo 2014
- 相似地舌菌 Geoglossum simile Peck 1873
- 中國地舌菌 Geoglossum sinense F.L. Tai 1979
- G. sphagnophilum Ehrenb. 1818
- G. starbaeckii（瑞典语：Geoglossum starbaeckii） Nannf. 1942
- G. uliginosum（瑞典语：Geoglossum uliginosum） Hakelier 1967
- 荫蔽地舌菌 Geoglossum umbratile Sacc. 1878
- G. variabilisporum S. Arauzo 2014
- G. vleugelianum（瑞典语：Geoglossum vleugelianum） Nannf. 1942

## 圖集

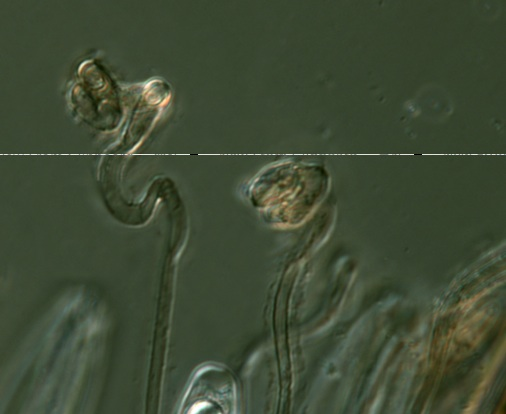
Geoglossum difforme的側絲（英语：paraphyses）
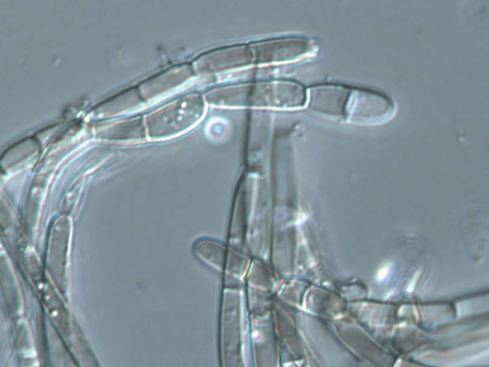
相似地舌菌（Geoglossum simile)的側絲
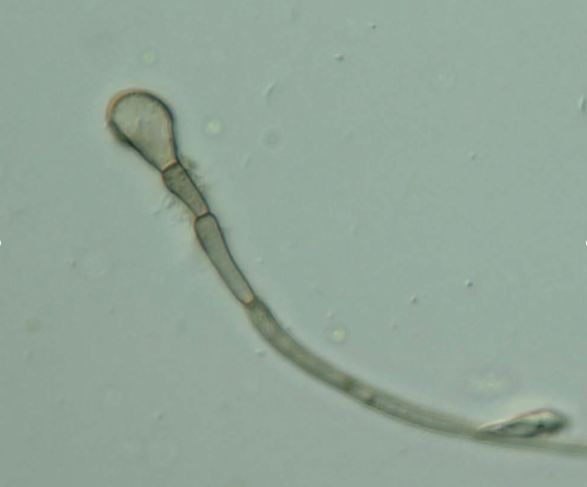
庫克地舌菌的側絲
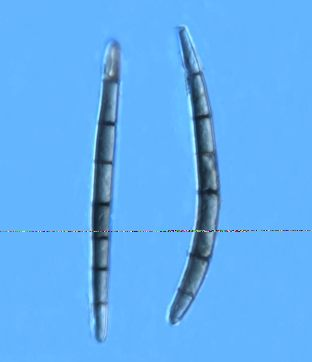
Geoglossum barlae的子囊孢子

## 註腳
1. ↑  該物種現已歸入Sabuloglossum屬[27]
2. ↑  該物種現已歸入Thuemenidium屬[30]
3. ↑  中文名稱參考： (PDF). 中国科学院 生态环境部: 70-71. 2018-05  [2018-10-10]. （原始内容存档 (PDF)于2018-09-12）.